# Лавиринт (квиз)
Лавиринт је форма квиза који је емитован на РТС-у у термину недељом од 16 часова. Прва сезона је почела са емитовањем 22. новембра 2015. године.

## Правила квиза
Такмичарима је циљ да за 12 минута успешно изађу из лавиринта. Лавиринт се састоји од неколико просторија са два излаза. Такмичар у свакој просторији одговара на 3 питања: прво носи 10.000 динара , друго 20.000 динара, а треће 30.000 динара. Уколико такмичар освоји суму већу од 30.000 динара обезбеђује себи пролаз у следећи ниво. Уколико је то сума од тачно 30.000 динара такмичар има могућност избора врата: црвена или зелена, где га црвена врата задржавају на истом нивоу, а зелена воде у следећи. Сума мања од 30.000 динара га задржава на истом нивоу. Након седме просторије такмичара чека творац и чувар лавиринта Урош Петровић, који поставља последње, одлучујуће питање "на које мали број људи може тачно да одговори за кратко време". Погрешан одговор "вечито задржава такмичара у лавиринту", док га тачан одговор пушта из лавиринта са освојеном сумом новца. Већину питања такмичару у овом квизу постављају познате личности из јавног живота, али и историјске и митске личности које у квизу играју костимирани глумци. Такмичари немају никакву врсту помоћи, једино чиме располажу је сопствено знање. По завршетку такмичења, творац квиза Урош Петровић, дугогодишњи председник Менсе, поставља специјално питање гледаоцима и даје им времена да о њему размисле до следеће епизоде.

## Епизоде

### Сезоне
Квиз се успешно емитовао три сезоне и стекао је популарност у одређеним круговима.
- Прва сезона имала је 10 епизода (2015—2016)
- Друга сезона — (2016—2017)[3]
- Трећа сезона — (2017)[4]

### Глумци квиза
- Стефан Ковачевић (2015—2017)
- Ивана Станчев (2015—2017)
- Петар Кокиновић (2016—2017)
- Сандра Видовић - Мистичност
- Дејан Пантелић - Ди-Џеј Деки

### Гости квиза
У квизу су гостовале многе познате личности. Неке од њих су:
- Емир Бекрић
- Оливер Млакар
- Миња Субота
- Алиса Марић
- Јован Мемедовић
- Рада Ђуричин
- Саша Илић
- Богдан Обрадовић
- Иван Ивановић
- Живорад Николић
- Сандра Перовић
- Срђан Јовановић
- Никола Којо
- Милорад Милинковић
- Ненад Гладић
- Драган Великић
- Марија Вељковић
- Воја Анитић
- Слободан Шаренац
- Игор Блажевић
- Зефирино Грази
- Дианго Фереза
- Влада Пановић
- Мишко Кораћ
- Рада Ђурић
- Весна Манојловић
- Наташа Ковачевић
- Соња Калајић
- Владимир Јелић
- Исак Асиел
- Јован Радовановић
- Неле Карајлић
- Милорад Капор
- Никола Петричић Ричи